# Vegetable Man
A Pink Floyd Vegetable Man című dala hivatalosan még sosem jelent meg. Felvétele 1967. október 9-étől 12-ig tartott. Eredetileg a See Emily Playt követő kislemez B-oldalára szánták. A dal felvétele egyben az A Saucerful of Secrets című album munkálatainak kezdetét is jelentette. A készülő kislemezre szánták a Paint Box, a Scream Thy Last Scream, a Jugband Blues és az Apples and Oranges című dalokat. Végül az utóbbi és a Paint Box került fel a zenekar harmadik kislemezére, a Jugband Blues pedig a második album záródala lett. A Vegetable Man és a Scream Thy Last Scream hivatalosan a mai napig nem jelent meg. A dalt sokan Syd Barrett mentális állapotának dokumentációjaként kezelik. Peter Jenner, a Pink Floyd akkori menedzsere szerette volna a dalt Barrett Opel című albumán megjelentetni, de ezt a zenekar többi tagja megtiltotta. A dal kalózfelvételeken és az Interneten könnyen megszerezhető, illetve hivatalosan is megjelent a 2020. szeptemberében kiadott Nick Mason's Saucerful of Secrets koncertlemezén.

## Idézet
Igazán idegesítő volt várni arra, hogy Syd dalokat írjon a második albumra. Mindenki őt nézte, de ő nem tudta megcsinálni. Az utolsó dal, amit Syd a Floydnak írt, a Vegetable Man szintén akkor készült, de sohasem jelent meg. Mielőtt a stúdióba kellett mennie, Syd épp az én házamban volt. Mivel egy új dalt vártak tőle, leírta, hogy épp mit viselt és berakta a „Vegetable man, where are you?” refrént. Nagyon sokkoló. Roger levetette az albumról, mert túl sötét hangulatot áraszt. Igaza volt. Olyan, mint egy pszichológiai sztriptíz.

## Közreműködők
- Syd Barrett – ének, gitár
- Richard Wright – billentyűs hangszerek
- Roger Waters – basszusgitár
- Nick Mason – dob, ütőhangszerek

### Produkció
- Norman Smith – producer